# Lycianthes glandulosa
Lycianthes glandulosa är en potatisväxtart som först beskrevs av Hipólito Ruiz López och Pavon, och fick sitt nu gällande namn av Friedrich August Georg Bitter. Lycianthes glandulosa ingår i Himmelsögonsläktet som ingår i familjen potatisväxter. Inga underarter finns listade i Catalogue of Life.